# 名鉄海上観光船

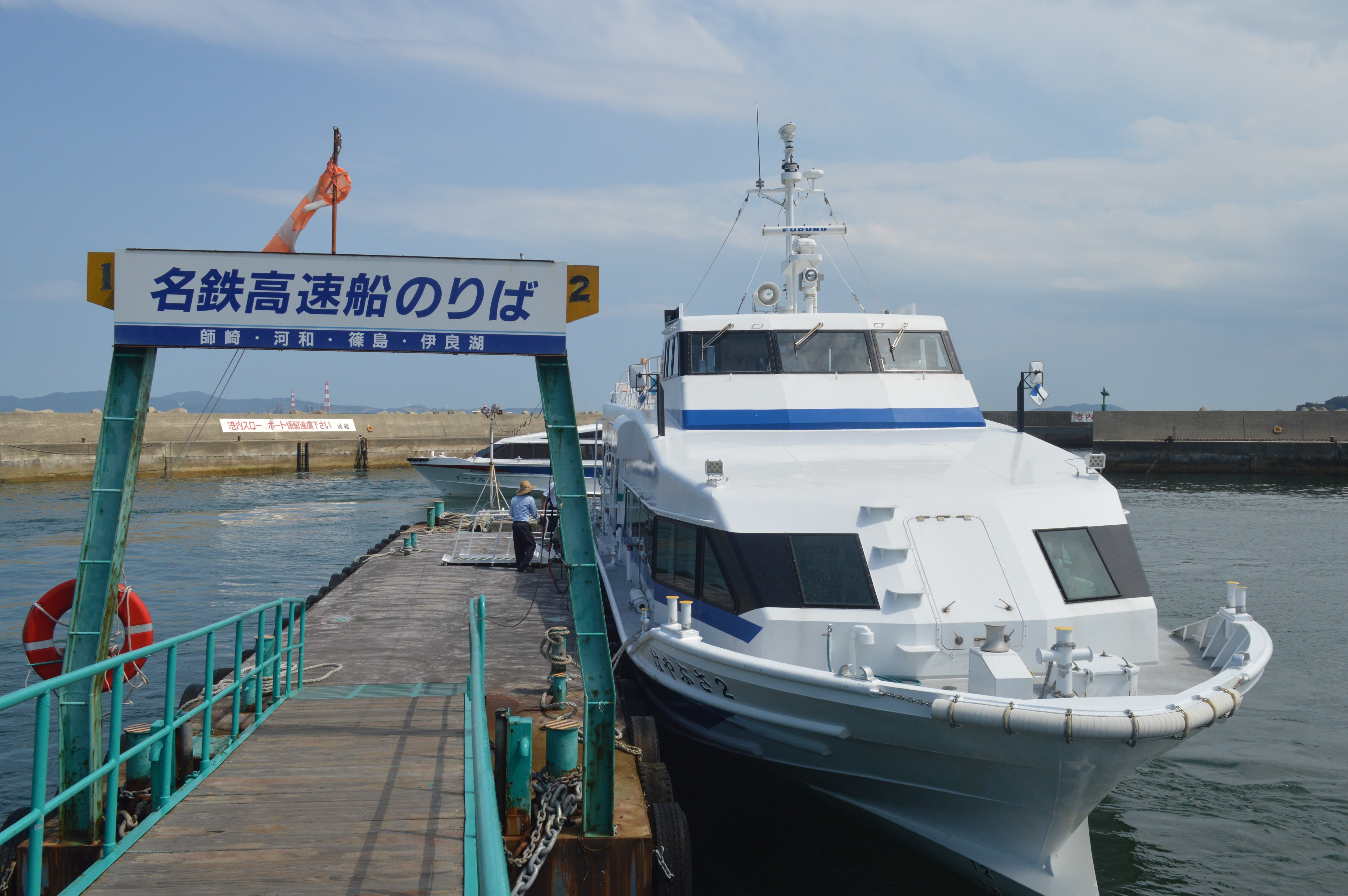
日間賀島東港の乗船場

名鉄海上観光船株式会社（めいてつかいじょうかんこうせん）は、愛知県の三河湾で高速船やフェリーを運航する名鉄グループの企業。
知多半島にある知多郡美浜町の河和港、南知多町の師崎港、渥美半島にある田原市の伊良湖岬、三河湾に浮かぶ日間賀島・篠島を結ぶ路線を運航している。かつてはホーバークラフトや水中翼船といった船舶も運航していたが、現在はカーフェリーや高速船が就航している。また、以前は名古屋港の遊覧船も就航させていたが、2006年（平成18年）11月30日を以て廃止された。

## 沿革
- 1926年（大正15年）6月19日：松本汽船株式会社が設立。
- 1931年（昭和 6年）：長田汽船、南知多汽船、参勢汽船、富士回漕、福江倉庫を合併し、愛知商船株式会社に商号を変更。
- 1937年（昭和12年）：名古屋鉄道が全株式を取得。
- 1956年（昭和31年）：愛知観光船に商号を変更。
- 1958年（昭和33年）9月：西浦 - 猿が島 - うさぎ島 - 東幡豆の旅客船航路開設。
- 1961年（昭和36年）：東三造船株式会社と合併。
- 1962年（昭和37年）：名古屋 - 鳥羽、蒲郡 - 鳥羽、名古屋 - 伊良湖航路に水中翼船就航。
- 1963年（昭和38年）：名鉄海上観光船株式会社に商号を変更。
- 1966年（昭和41年）2月：名古屋港通船給水株式会社より名古屋港遊覧船の営業を譲受[2]。
  - 7月：名鉄名港遊覧船株式会社設立。名古屋港遊覧船を移管する[2]。
- 1969年（昭和44年）5月3日：師崎 - 伊良湖航路にカーフェリー就航[3]。
  - 7月27日：蒲郡 - 鳥羽航路にホーバークラフト就航[4]。
- 1976年（昭和51年）10月1日：名古屋 - 鳥羽航路休止（のち廃止）[2]。
- 1979年（昭和54年）：ホーバークラフト廃止。
- 1982年（昭和57年）：水中翼船廃止。
- 1984年（昭和59年）：師崎 - 篠島・日間賀島航路にカーフェリー就航[3]。
- 1997年（平成9年）12月1日 : 猿が島・うさぎ島の営業終了に伴い、西浦 - 猿が島 - うさぎ島 - 東幡豆の旅客船航路廃止。
- 2001年（平成13年）：名鉄名港遊覧船株式会社と合併。
- 2006年（平成18年）11月30日：名古屋港遊覧船の運航を終了。
- 2014年（平成26年）：師崎 - 伊良湖航路のフェリー航路廃止。

## 本社および営業所
- 本社：愛知県知多郡南知多町師崎明神山8
- 河和営業所：愛知県知多郡美浜町河和
- 師崎営業所：愛知県知多郡南知多町師崎
- 篠島営業所：愛知県知多郡南知多町篠島
- 伊良湖営業所：愛知県田原市

## 航路

### 運行中の航路

#### 高速船
- 河和 - 日間賀島（東港・西港） - 篠島 - 伊良湖
  - （所要時間：50分、篠島発着8往復、篠島経由伊良湖発着3往復）
- 師崎 - 篠島 - 日間賀島（東港・西港） - 師崎
  - （所要時間：各間5 - 10分、篠島・日間賀島経由11便、篠島経由11便、日間賀島経由12便）

#### カーフェリー
- 師崎 - 日間賀島（北港） - 師崎 （所要時間：片道20分、5往復）
- 師崎 - 篠島 - 師崎 （所要時間：片道20分、6往復）

河和港と師崎港にて、クレジットカードやmanacaなど9種類の交通系電子マネーによる運賃決済が可能。ただし交通系電子マネーで回数券や定期券は購入できない。河和港と師崎港でのチャージはできないので、あらかじめ河和駅などで済ませておく必要がある。また、JAF会員証提示により会員を含む5人までの運賃（高速船の場合、急行料金を除く）が20％割り引かれる。

### 過去の航路
- 豊橋 - 蒲郡 - 西浦 - 篠島（日間賀島） - 伊良湖 - 鳥羽
  - 旅客船時代[5]からの航路で、水中翼船、ホーバークラフト、高速船が順次就航。近鉄系の志摩勝浦観光船と競合した。
- 名古屋 - 篠島 - 伊良湖 - 鳥羽
  - 水中翼船による運航。志摩勝浦観光船と競合。
- 西浦 - 猿が島 - うさぎ島 - 東幡豆
  - 無人島である猿が島・うさぎ島の観光開発に伴い開設された観光航路。
- 師崎 - 伊良湖
  - カーフェリー航路。1969年から2014年まで運航。

## 運航中の船舶

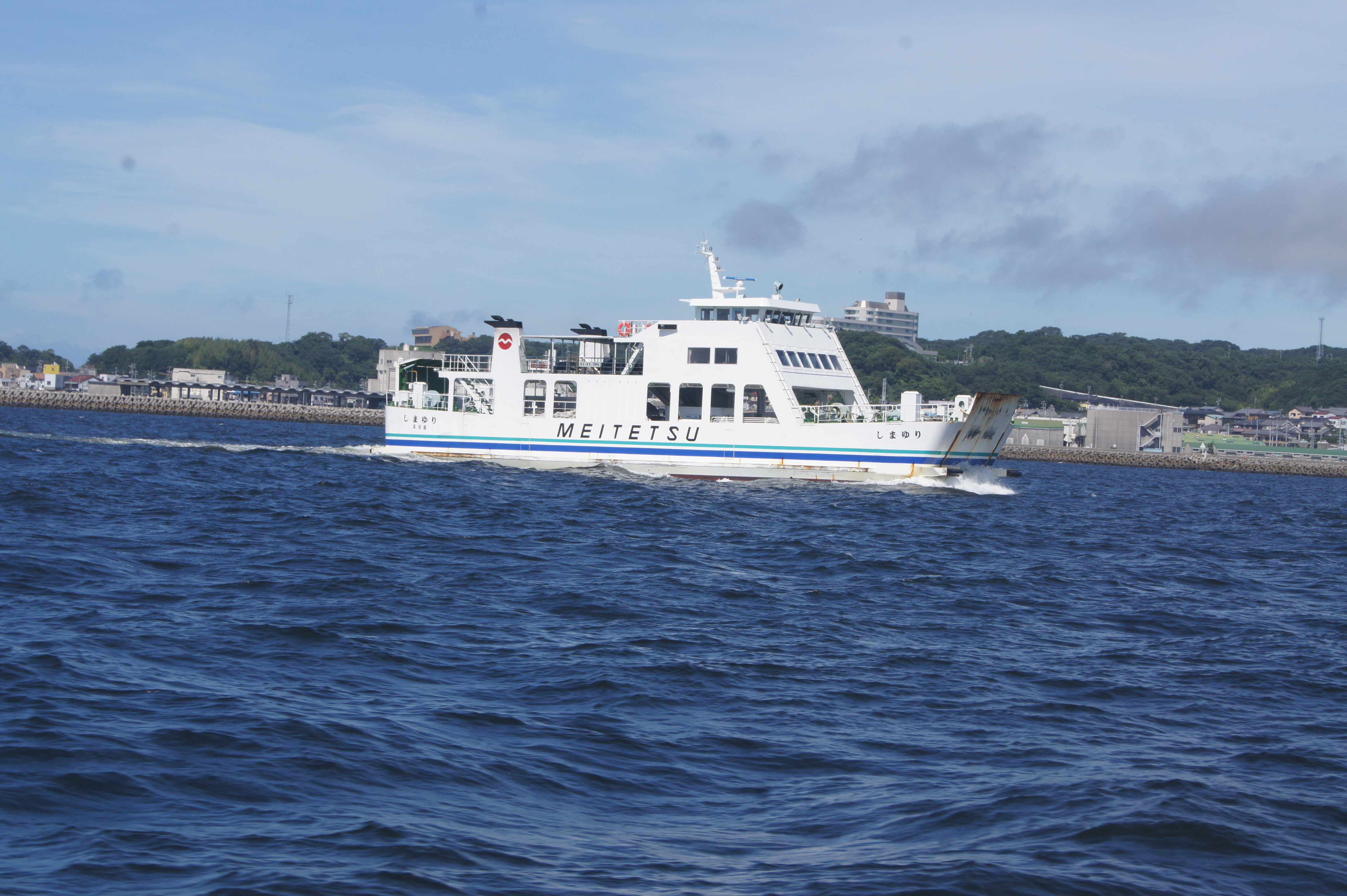
フェリー「しまゆり」

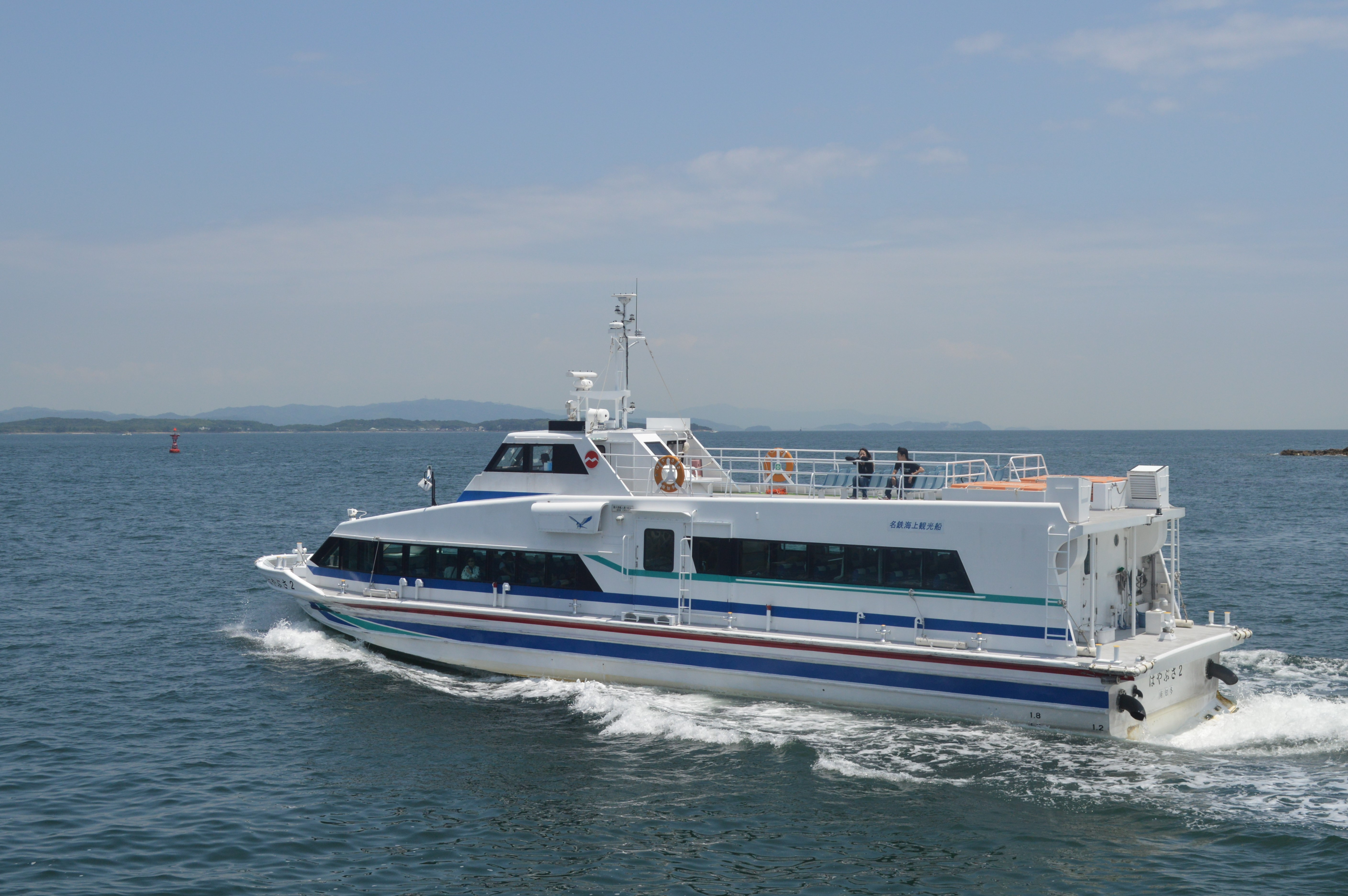
高速船「はやぶさ2」

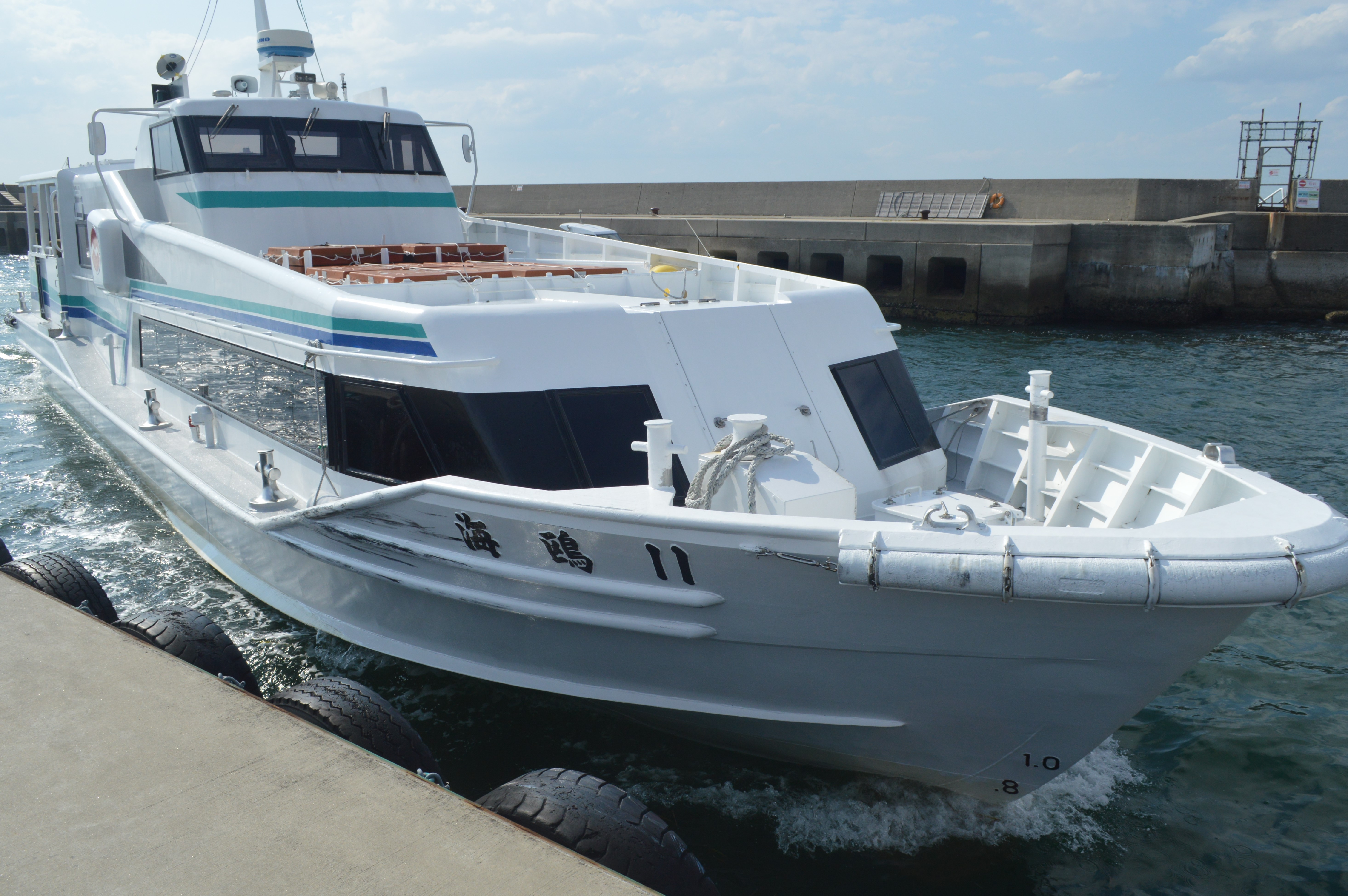
高速船「海鴎11」

### フェリー

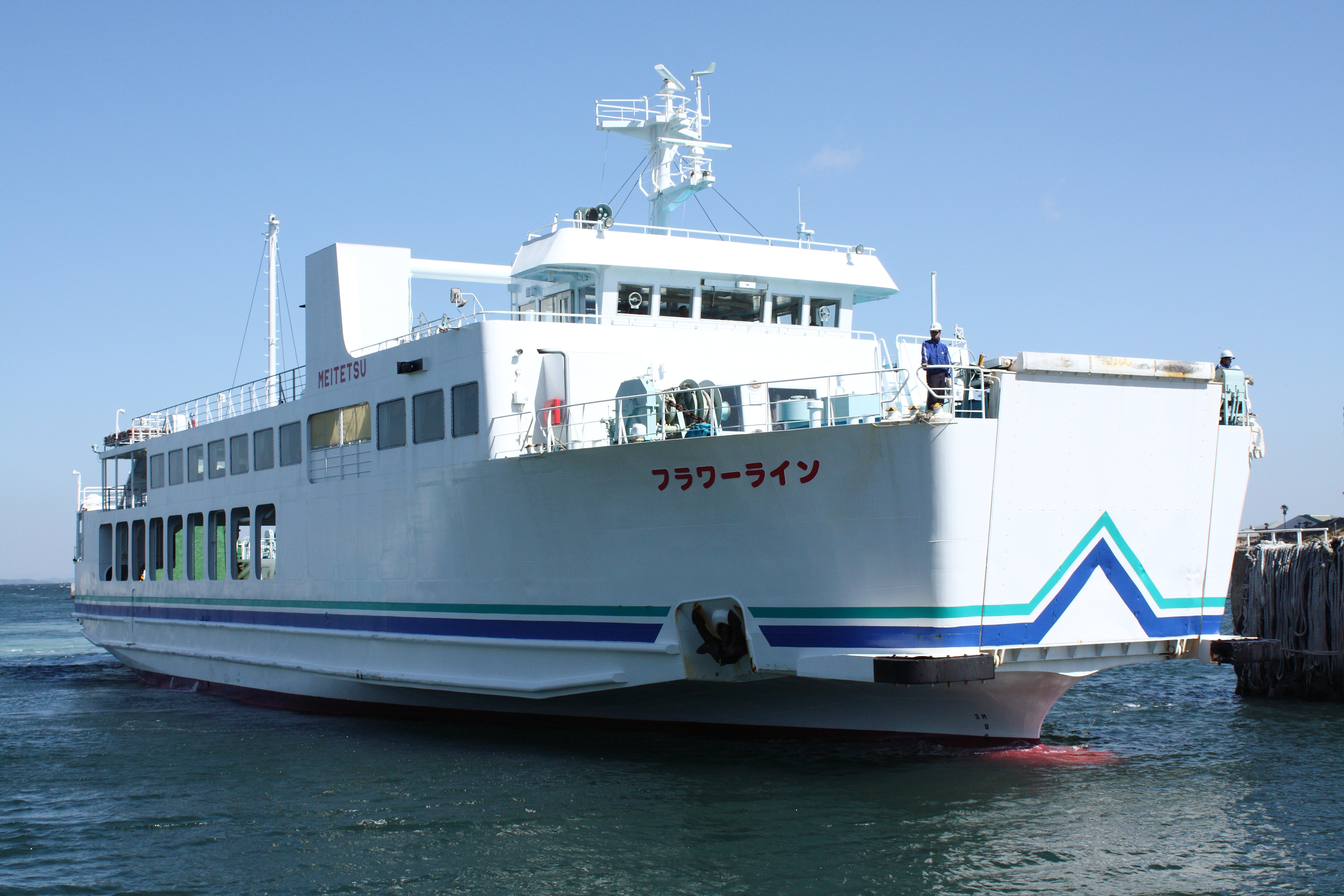
フラワーライン

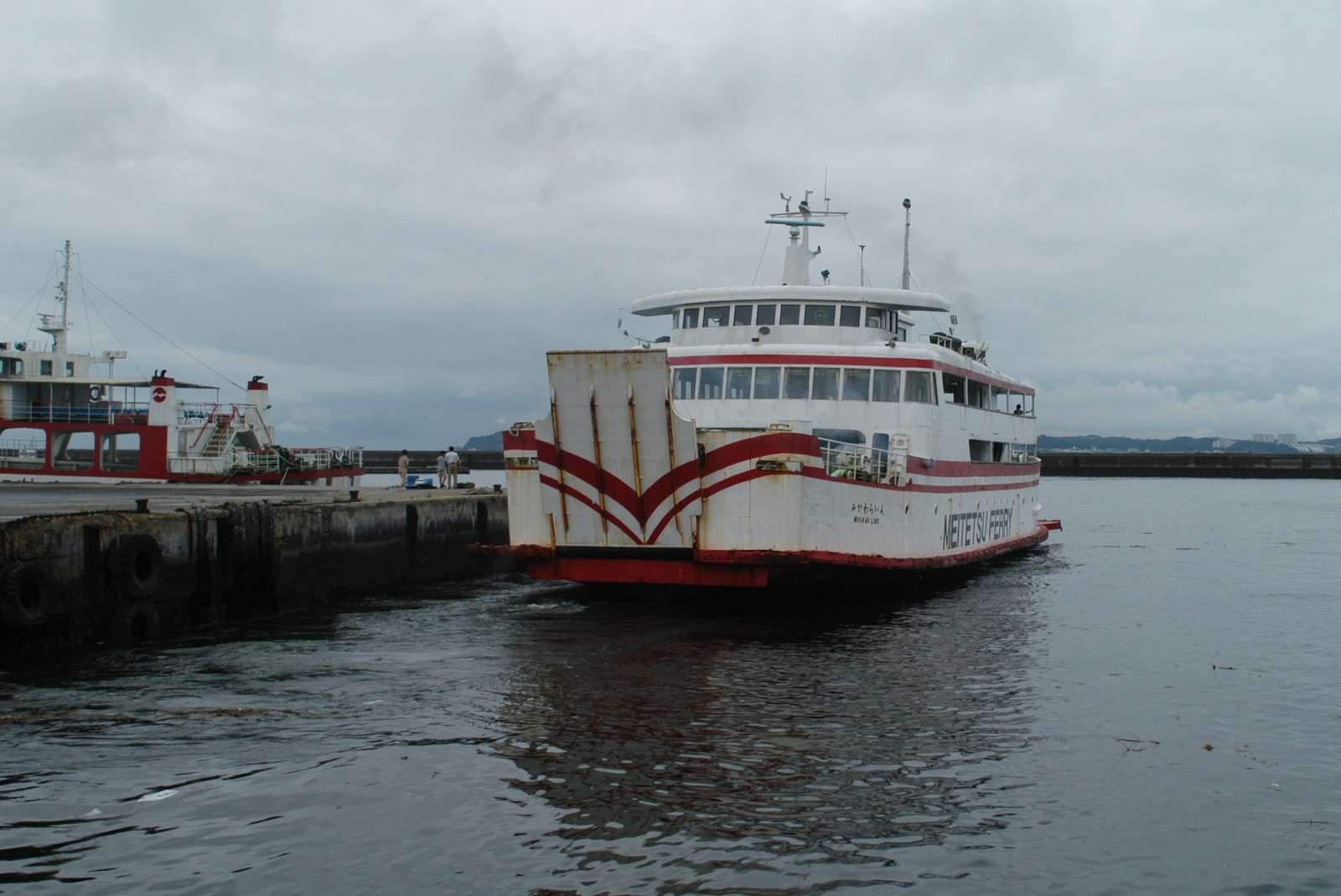
みかわらいん

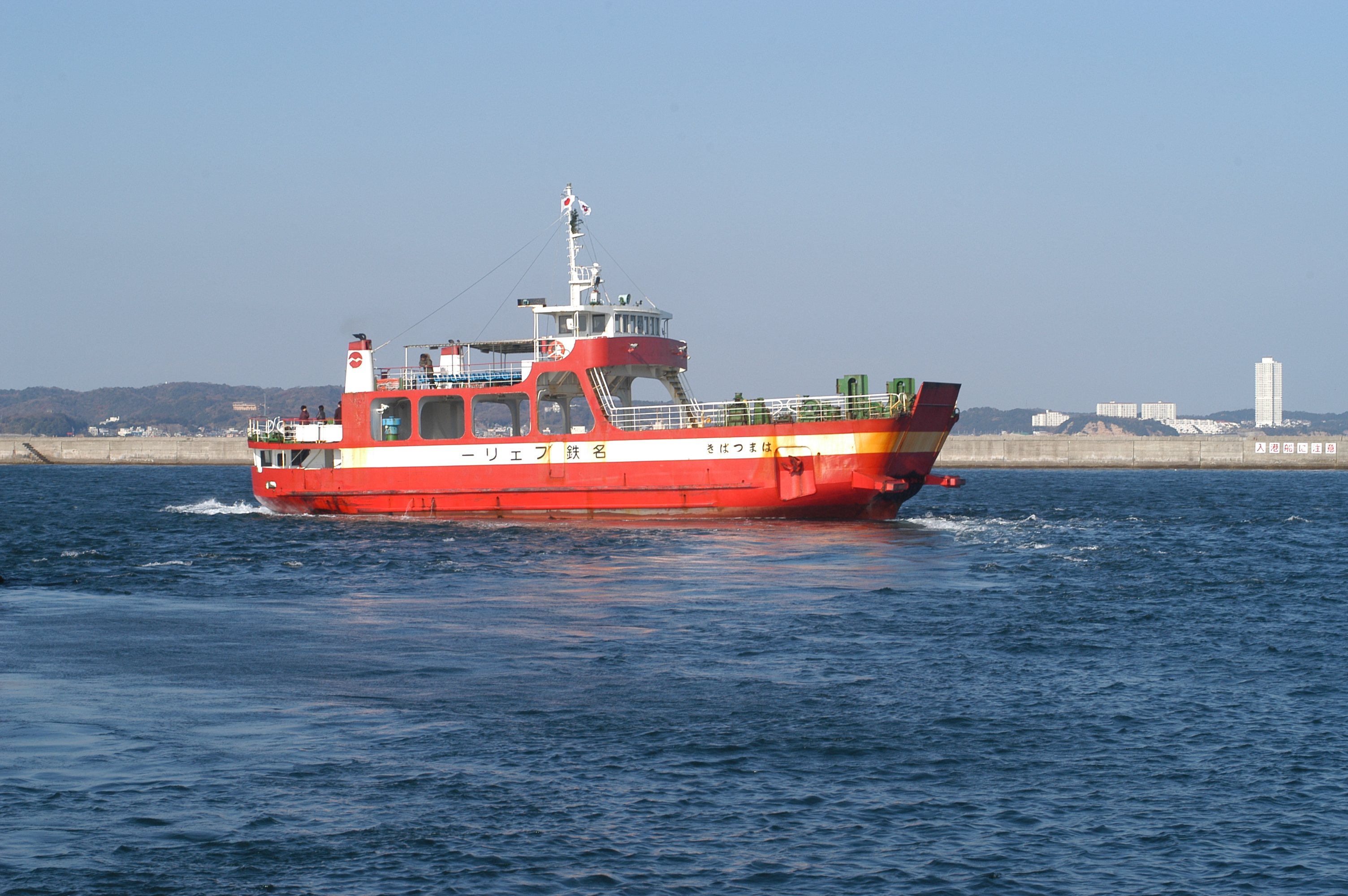
はまつばき

- しまゆり
  - 2003年7月11日起工、2004年2月1日進水、2月20日竣工、鈴木造船建造、JG（第二種船）平水区域
  - 276総トン、全長36.95 m、型幅10.40 m、型深さ2.30 m、満載喫水2.20 m、ディーゼル2基、機関出力1,472 kW、航海速力11.5ノット、旅客定員99名、乗用車12台

### 高速船
- 高速船「しらさぎ2」はやぶさ
  - 2010年11月就航、形原造船所建造
  - 61総トン、全長23.80 m、型幅5.30 m、型深さ2.20 m、旅客定員125名
- はやぶさ2
  - 2016年1月就航
- はやぶさ3
  - 2019年1月就航
- しらさぎ

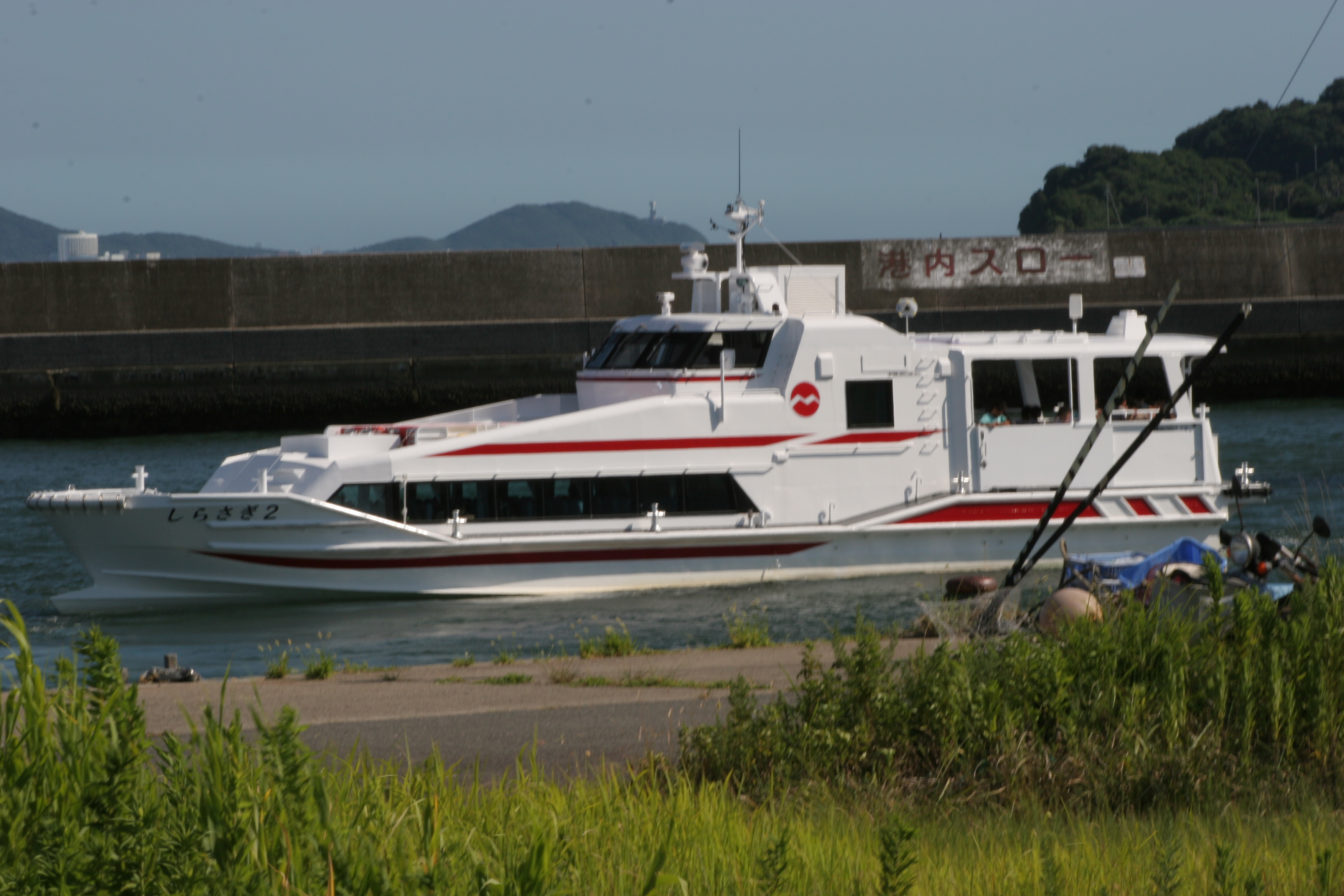
高速船「しらさぎ2」

  - 2013年7月就航、19総トン、全長18 m、最高速力28ノット、旅客定員95名
- しらさぎ2
  - 2025年7月就航

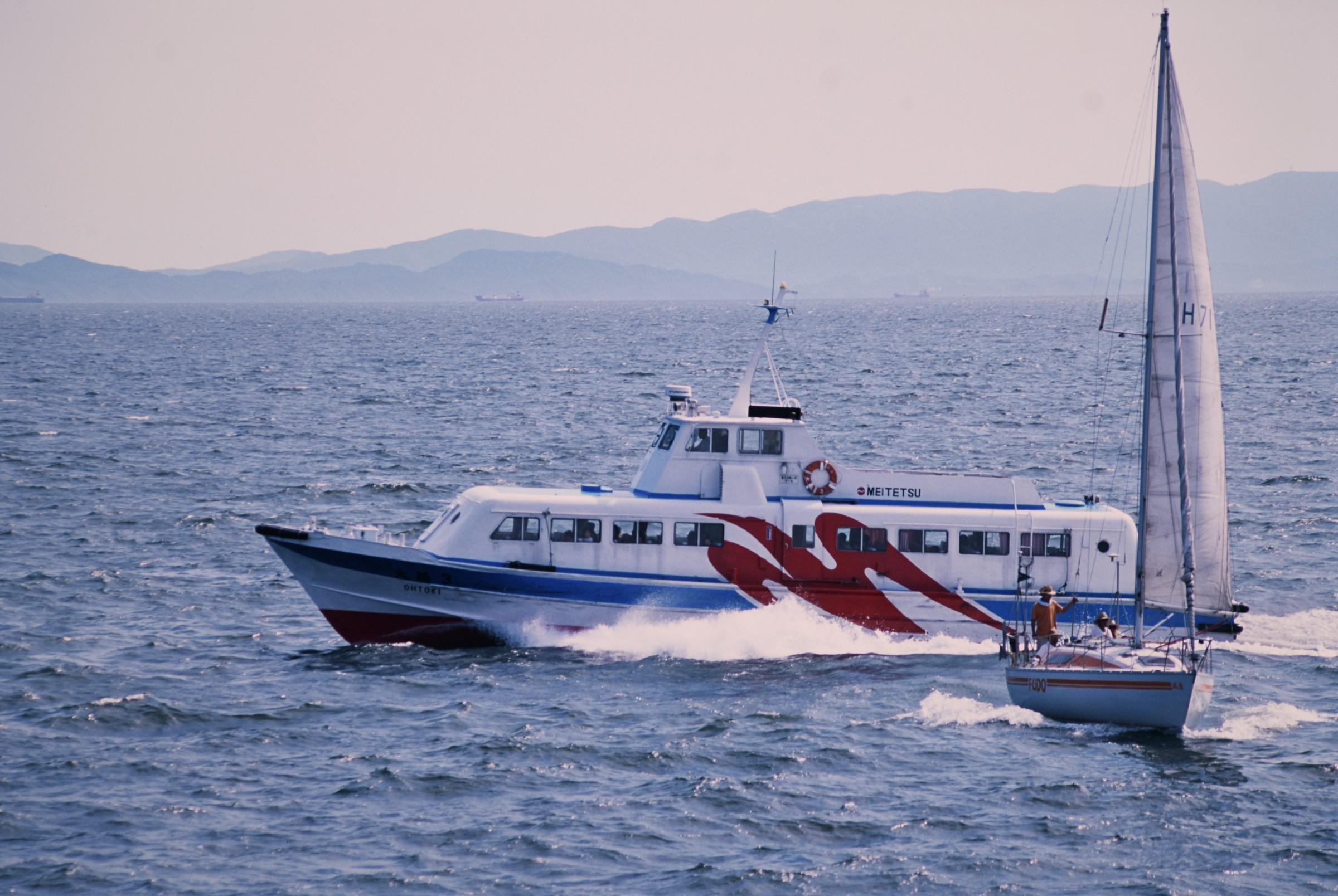
大鴇3 （師崎沖）
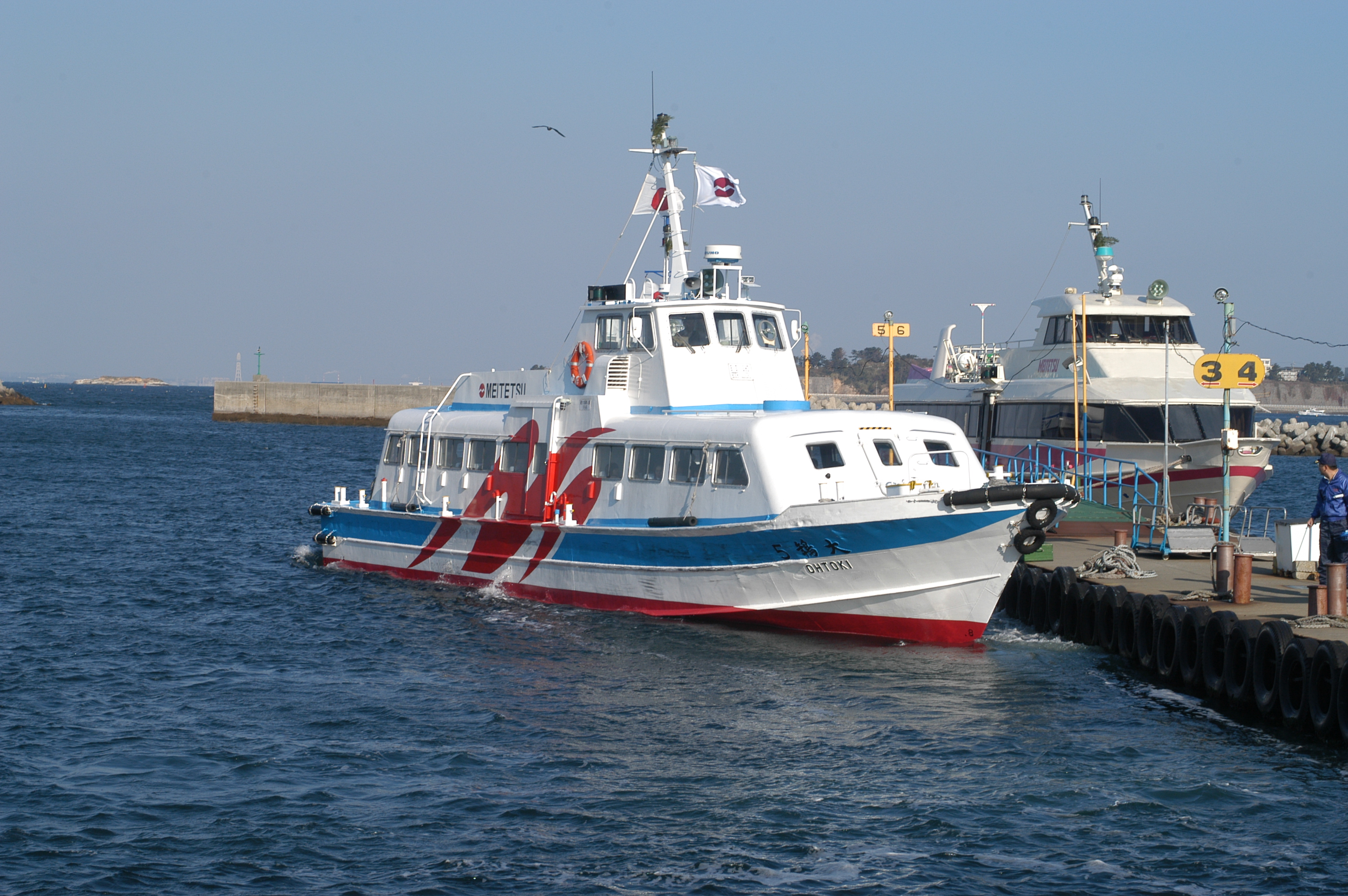
大鴇5 （篠島港）
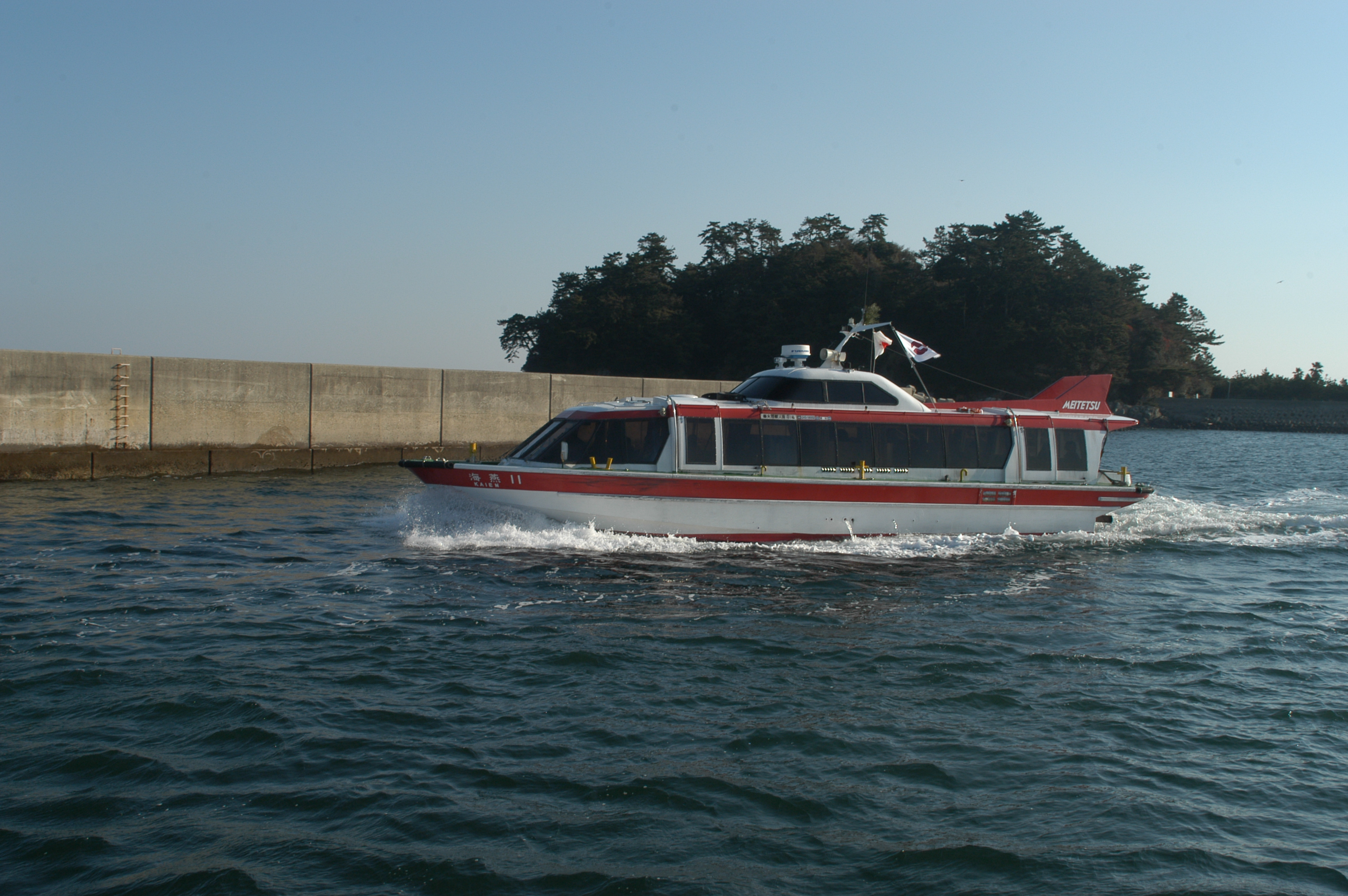
海燕11 （篠島港）
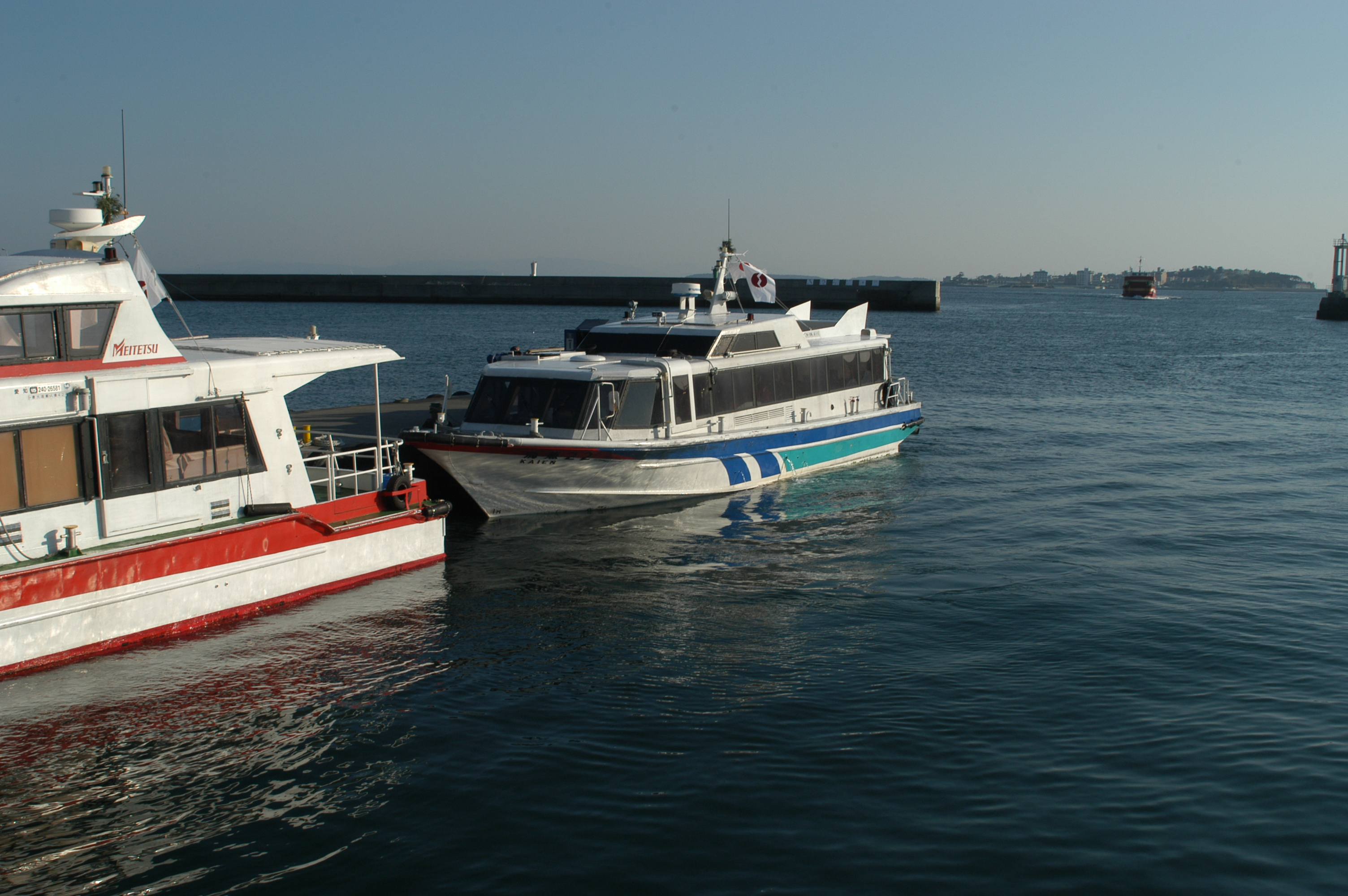
海燕22 （師崎港）
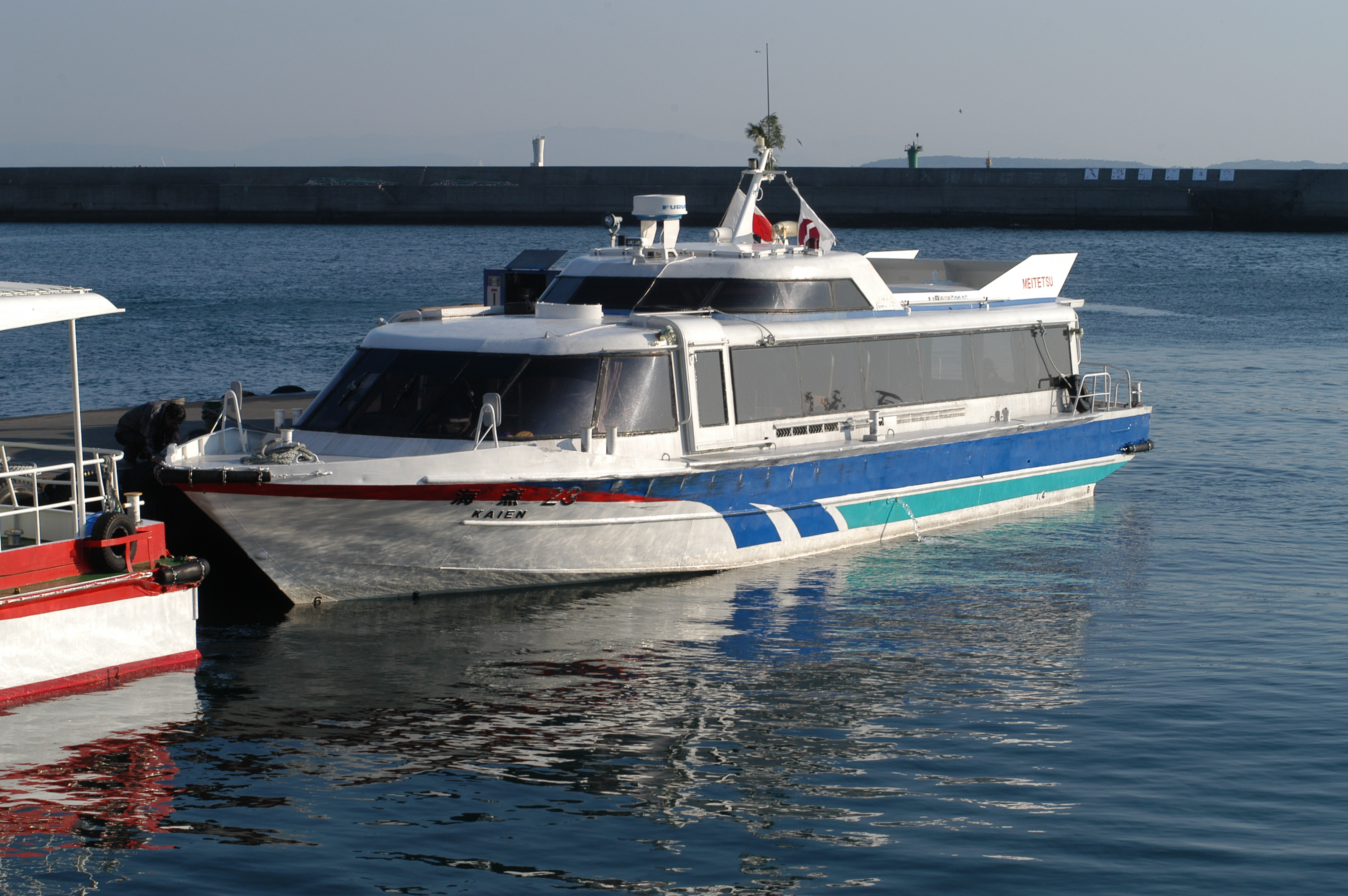
海燕23 （師崎港）
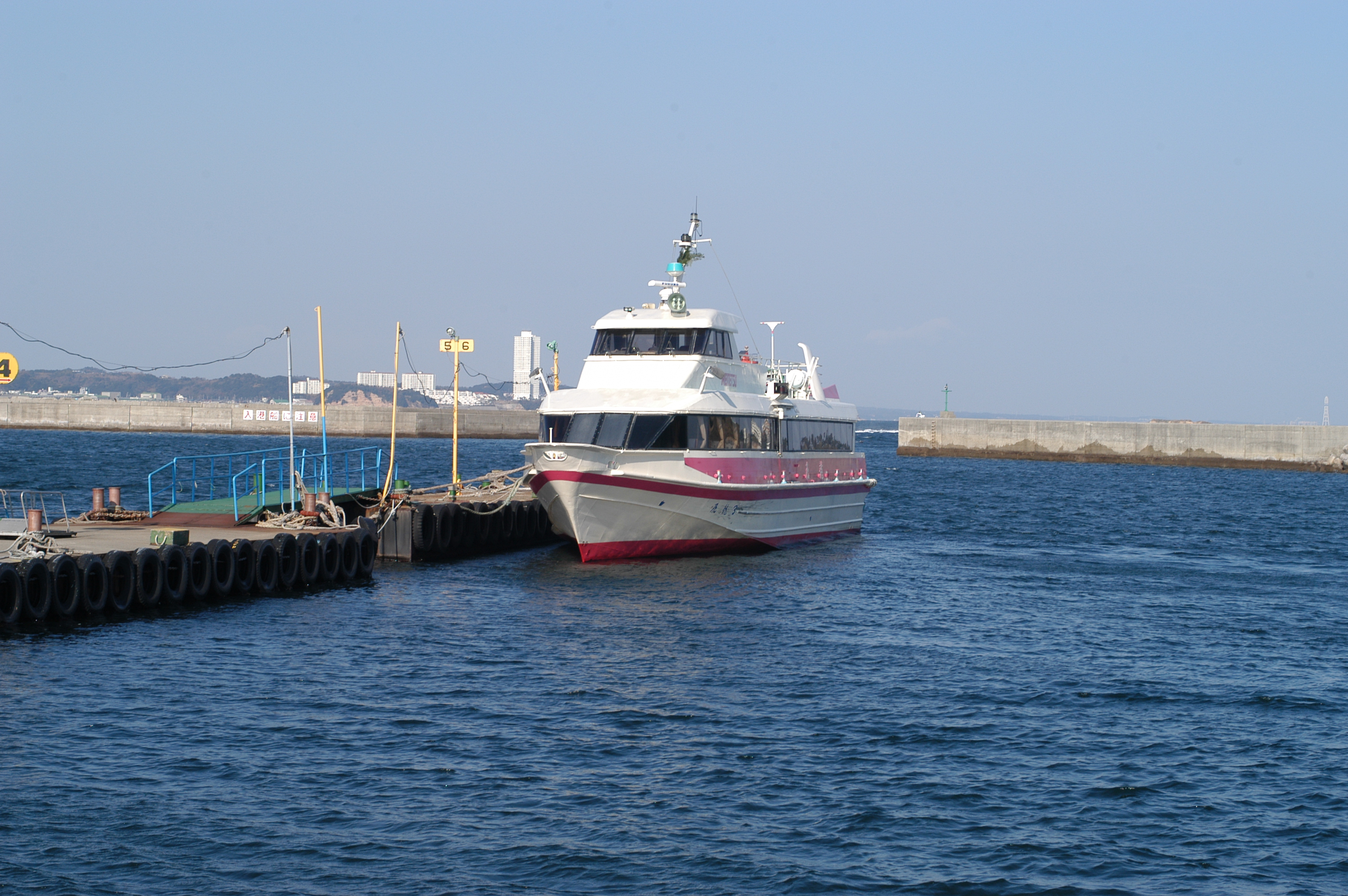
飛龍3 （篠島港）
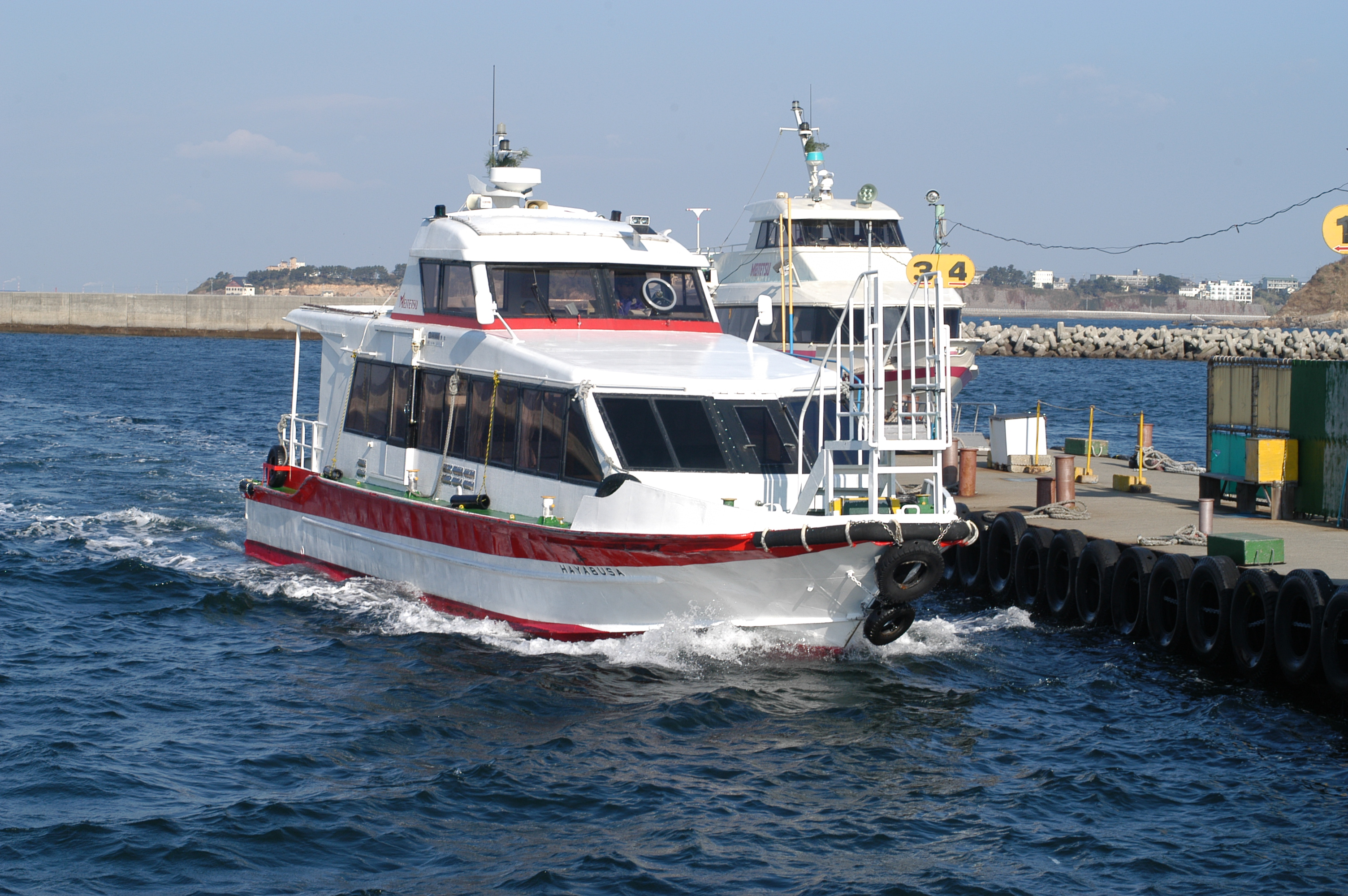
隼 （篠島港）
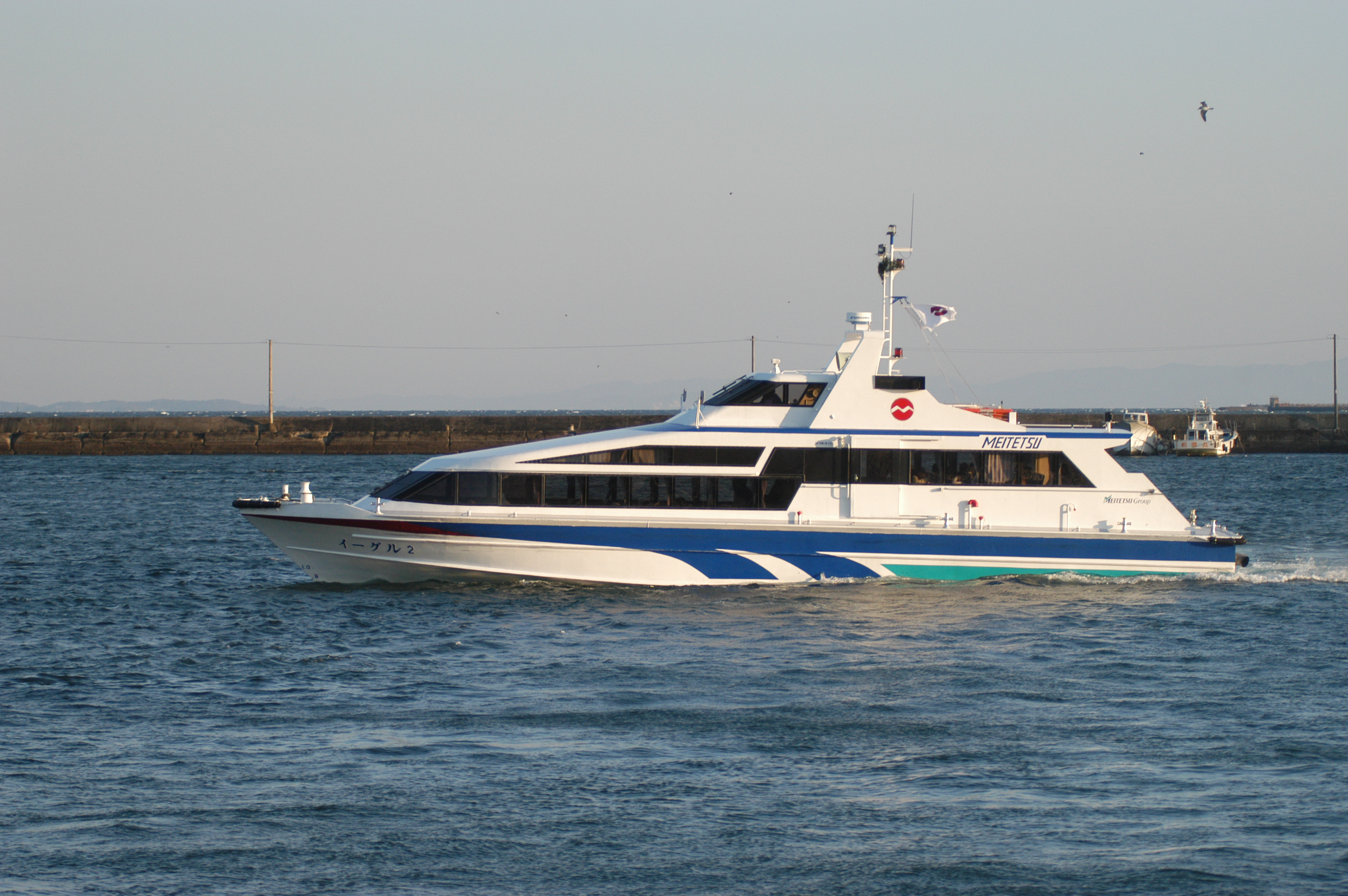
イーグル3
  - 1997年就航、鈴木造船建造
  - 45総トン、全長21 m、ディーゼル2基、機関出力2,000 PS、航海速力27.0ノット、旅客定員94名[6]
- 海鴎1
  - 2005年5月就航、鈴木造船建造
  - 19総トン
- 海鴎11
  - 2006年就航、形原造船所建造
  - 19総トン、全長19 m、旅客定員92名
- 海鴎12
  - 2008年就航、形原造船所建造
  - 19総トン、全長18.60 m、型幅4.01 m、型深さ1.46 m、旅客定員94名

## 過去の船舶

### フェリー
- フラワーライン
  - 1994年2月竣工[7]、航路廃止により2014年9月30日引退。金川造船建造（第399番船）
  - 971総トン、全長60.56 m、型幅14.00 m、型深さ3.79 m、ディーゼル2基、機関出力4,000 PS、航海速力16.50ノット、乗用車40台[7]、旅客定員450名[7]
- みかわらいん
  - 1972年3月竣工、2003年9月売船、今村造船所建造（第181番船）、元・両備運輸「さんおりんぴあ」
  - 345.30総トン、全長38.60 m、型幅11.20 m、型深さ3.45 m、ディーゼル1基、機関出力1,000 PS、航海速力12.0ノット、乗用車25台、旅客定員400名
- はまつばき
  - 1984年6月竣工、「しまゆり」就航により引退。鈴木造船建造（第501番船）
  - 170総トン、全長30.60 m、型幅9.60 m、型深さ3.08 m、ディーゼル1基、機関出力660 PS、航海速力10.20ノット、乗用車11台、旅客定員126名
- ちたらいん[8]
  - 1970年11月竣工、1988年改造、讃岐造船鉄工所建造、もと内海フェリー「ブルーライン2」
  - 489.86総トン、全長51.00 m、幅11.60 m、深さ3.50 m、ディーゼル2基、機関出力2,000 PS、航海速力13.42ノット、旅客定員400名
- はまなす[9]
  - 1972年3月竣工、1976年9月就航（買船）、1989年1月売船。鈴木造船建造、もと牡鹿観光開発「こばると」、双胴船
  - 494.08総トン、全長41 m、幅15 m、深さ5 m、ディーゼル2基、機関出力1,500 PS、航海速力13.3ノット、乗用車35台、旅客定員350名
  - 1984年、改造により帆装フェリーとなった。
- おりーぶ[8]
  - 1973年3月竣工、備南船舶工業建造
  - 116.55総トン、全長23.70 m、幅7.50 m、深さ2.60 m、ディーゼル1基、機関出力400 PS、航海速力9.97ノット、旅客定員300名、軽自動車5台[10]
- はまぎく[9]
  - 1971年11月竣工・就航、1989年海外売船。田熊造船建造
  - 772.39総トン、全長57.31 m、幅13.5 m、深さ4 m、ディーゼル2基、機関出力2,400 PS、航海速力14ノット、トラック18台、旅客定員600名
- はまゆう[9]
  - 1969年4月竣工・就航、1988年9月売船。日本鋼管清水造船所建造、双胴船
  - 342.91総トン、全長32.7 m、幅13 m、深さ4.3 m、ディーゼル2基、機関出力800 PS、航海速力10ノット、乗用車20台、旅客定員330名

### 高速船
- 鴇1[11]
  - 1980年竣工、ニュージャパンマリン建造
  - 50総トン、登録長17.4 m、型幅4.1 m、型深さ1.8 m、ディーゼル2基、機関出力900 PS、航海速力21.0ノット、旅客定員86名
- 鴇2[11]
  - 1980年竣工、ニュージャパンマリン建造
  - 50総トン、登録長17.4 m、型幅4.1 m、型深さ1.8 m、ディーゼル2基、機関出力900 PS、航海速力21.0ノット、旅客定員86名
- 鴇3[12]
  - 1980年7月竣工、ニュージャパンマリン建造
  - 50.26総トン、登録長17.40 m、型幅4.18 m、型深さ1.89 m、ディーゼル2基、機関出力900 PS、航海速力21.0ノット、旅客定員86名[11]
- 大鴇[13]
  - 66総トン
- 大鴇2[12]
  - 1982年7月竣工、鈴木造船建造
  - 59.13総トン、登録長18.51 m、型幅4.40 m、型深さ2.00 m、ディーゼル2基、機関出力900 PS
- 大鴇3[12]
  - 1983年3月竣工、鈴木造船建造
  - 36総トン、登録長20.46 m、型幅4.40 m、型深さ2.00 m、ディーゼル2基、機関出力900 PS
- 大鴇5[6]
  - 1985年6月竣工、鈴木造船建造。「はやぶさ」就航により引退。
  - 37総トン、登録長20.50 m、型幅4.40 m、型深さ2.00 m、ディーゼル2基、機関出力900 PS、航海速力22.5ノット、旅客定員97名
- 海燕11[11]
  - 1986年竣工、ニュージャパンマリン建造
  - 19総トン、登録長11.9 m、型幅4.4 m、型深さ1.8 m、ディーゼル2基、機関出力720 PS、航海速力22.5ノット、旅客定員80名
- 海燕21[11]
  - 1987年竣工、ニュージャパンマリン建造
  - 19総トン、登録長11.9 m、型幅4.3 m、型深さ1.9 m、ディーゼル2基、機関出力770 PS、航海速力22.5ノット、旅客定員80名
- 海燕22[14]
  - 1987年3月竣工、千代田造船建造
  - 19総トン、登録長11.95 m、型幅4.40 m、型深さ1.85 m、ディーゼル2基、機関出力880 PS、航海速力22.5ノット、旅客定員80名
- 海燕23[6]
  - 1987年就航、鈴木造船建造。引退後、ごごしまに売船。
  - 19総トン、全長11 m、ディーゼル2基、機関出力880 PS、航海速力22.5ノット、旅客定員80名
- 飛龍1[15]
  - 1988年6月進水、三菱重工業下関造船所建造
  - 75.00総トン、ディーゼル2基、機関出力2,400 PS、旅客定員97名
- 飛龍2[12]
  - 1988年7月竣工、三菱重工業下関造船所建造
  - 75総トン、登録長22.50 m、型幅5.30 m、型深さ2.63 m、ディーゼル2基、機関出力2,400 PS、旅客定員97名[15]
- 飛龍3[12]
  - 1988年7月竣工、三菱重工業下関造船所建造
  - 75総トン、登録長22.50 m、型幅5.30 m、型深さ2.63 m、ディーゼル2基、機関出力2,400 PS、旅客定員84名
- 隼[15]
  - 1990年6月進水、千代田造船建造
  - 18.00総トン、ディーゼル2基、機関出力940 PS、航海速力24.5ノット、旅客定員40名
- イーグル1[12]
  - 1992年6月竣工・就航、鈴木造船建造
  - 35総トン、登録長19.31 m、型幅4.50 m、型深さ2.00 m、ディーゼル2基、機関出力2,000 PS、航海速力27.0ノット、旅客定員80名[6]
- イーグル2[12]
  - 1993年6月竣工・就航、鈴木造船建造
  - 46総トン、登録長21.50 m、型幅4.90 m、型深さ2.21 m、ディーゼル2基、機関出力2,000 PS、航海速力27.0ノット、旅客定員96名[6]

- 大鴇3 （師崎沖）
- 大鴇5 （篠島港）
- 海燕11 （篠島港）
- 海燕22 （師崎港）
- 海燕23 （師崎港）
- 飛龍3 （篠島港）
- 隼 （篠島港）
- イーグル2 （師崎港）

### 水中翼船
高速船と入れ替わり、1982年11月までにすべて引退。
- ハイドロ1号（SF30-A）[16]
  - 1961年12月進水、新明和工業建造
  - 4.8総トン、艇長8.74 m、艇幅2.60 m、ガソリンエンジン1基、機関出力225 PS、航海速力30ノット、旅客定員12名
- 大鵬丸[17]（PT20）
  - 1962年4月28日竣工、日立造船神奈川工場建造
  - 全長20.75 m、幅4.80 m（水中翼を含む幅7.50 m）、ディーゼル1基。機関出力1,350 PS、航海速力75 km/h、旅客定員76名
  - スイス・シュプラマル社のライセンスで建造された大型水中翼船の国産第一船。1973年12月引退
- 隼丸（PT20）
- 王将[18]（PT50）
  - 1963年7月竣工、日立造船神奈川工場建造
  - 全長27.90 m、幅6.10 m（水中翼を含む幅10.65 m）、ディーゼル1基、機関出力1,350 PS、航海速力65-70 km/h、旅客定員約140名
  - 日立/シュプラマルPT50の第2船。
- 海王[8]（PT50）
  - 1974年2月竣工、日立造船神奈川工場建造、引退後阪急汽船に売船、神戸 - 鳴門・徳島航路に就航。
  - 129.63総トン、全長27.54 m、幅5.84 m、深さ3.56 m、ディーゼル2基、機関出力2,200 PS、航海速力31.4ノット、旅客定員123名

### ホーバークラフト
1969年から1979年まで10年間運航。蒲郡・鳥羽では陸上発着していた。1975年放送の特撮番組『仮面ライダーストロンガー』第1話でこの航路のホーバークラフトがロケに使用されており、運航当時の様子を映像で見ることができる。
- はくちょう（MV-PP5）三井造船からのリース艇。旅客定員52名。最高時速100 km/h。船体は白地に水色帯。
- エンゼル3号（MV-PP5）以前は鹿児島の空港ホーバークラフトで使われていたが、廃止に伴い名鉄海上観光船へ用船された。船体は黄色。

### 旅客船
- 春汐丸[20]
  - 1955年4月23日竣工、松浦鉄工造船所建造
  - 50総トン、ディーゼル1基、機関出力180 PS
- 三河丸[21]
  - 1958年3月26日竣工、松浦鉄工造船所建造
  - 77.96総トン、垂線間長27.00 m、型幅5.40 m、型深さ2.45 m、ディーゼル1基、機関出力320 PS、航海速力11.5ノット、旅客定員222名
- 野島丸[22]
  - 1959年3月8日竣工、松浦鉄工造船所建造
  - 165.29総トン、全長29.46 m、型幅5.60 m、型深さ2.45 m、ディーゼル1基、機関出力350 PS、最大速力11.73ノット、旅客定員220名
- 順風丸[23]
  - 1963年竣工
  - 61総トン、垂線間長21.0 m、型幅4.7 m、型深さ2.0 m、ディーゼル、機関出力500 PS、航海速力10.5ノット、旅客定員196名
- 海風丸[24]
  - 1964年7月3日竣工、松浦鉄工造船所建造
  - 64.47総トン、全長24.25 m、型幅5.00 m、型深さ1.70 m、ディーゼル1基、機関出力370 PS、航海速力10.8ノット、旅客定員210名
- 金鯱（初代）[8]
  - 1970年4月竣工、1984年就航、横浜ヨット建造、もと「ルピナス」、双胴船
  - 131総トン、全長21.30 m、幅9.20 m、深さ2.48 m、ディーゼル1基、機関出力240 PS、航海速力8ノット、旅客定員409名
  - 既存船を改造し船体後部が巨大な金の鯱となっていた。三河湾（東幡豆港 - うさぎ島・猿ヶ島）で使われていた。
- 金鯱2[8]
  - 1970年4月竣工、1985年就航、横浜ヨット建造、もと「カトレア」、双胴船
  - 131総トン、全長21.30 m、幅9.20 m、深さ2.48 m、ディーゼル1基、機関出力240 PS、航海速力8ノット、旅客定員395名
  - 名鉄名港遊覧船所属。名古屋港で使われた初代の金鯱型の船で、雌の金鯱をモデルにしている。二代目の登場により交代し引退。
- 海燕II[11]
  - 1980年竣工、ニュージャパンマリン建造
  - 19総トン、登録長11.9 m、型幅3.4 m、型深さ1.5 m、ディーゼル1基、機関出力322 PS、航海速力16.0ノット、旅客定員65名
- フラミンゴ[11]
  - 1981年竣工、ニュージャパンマリン建造
  - 19総トン、登録長11.9 m、型幅4.0 m、型深さ1.2 m、ディーゼル、機関出力322 PS、航海速力13.5ノット、旅客定員90名
- ホエール[11]
  - 1982年竣工、1985年改造、ニュージャパンマリン建造
  - 19総トン、登録長11.9 m、型幅3.9 m、型深さ1.3 m、ディーゼル、機関出力300 PS、航海速力13.8ノット、旅客定員90名
  - 既存船の改造で鯨形のキャラクター船となった。
- 海燕III[11]
  - 1982年竣工、ニュージャパンマリン建造
  - 19総トン、登録長11.9 m、型幅3.3 m、型深さ1.3 m、ディーゼル1基、機関出力360 PS、航海速力17.0ノット、旅客定員70名
- 海燕V
- 海燕VI
- 海燕101[11]
  - 1984年竣工、ニュージャパンマリン建造
  - 7総トン、登録長10.1 m、型幅3.0 m、型深さ1.4 m、ディーゼル1基、機関出力180 PS、航海速力18.0ノット、旅客定員12名
- 海燕102[11]
  - 1984年竣工、ニュージャパンマリン建造
  - 7総トン、登録長10.1 m、型幅3.0 m、型深さ1.4 m、ディーゼル1基、機関出力180 PS、航海速力18.0ノット、旅客定員12名
- 金鯱3[25]
  - 1988年3月7日竣工、同月11日就航、三菱重工業下関造船所建造
  - 19総トン、全長16.0 m、幅4.3 m、深さ1.5 m、ディーゼル2基2軸、機関出力550 PS、航海速力18.0ノット、旅客定員90名
  - 名鉄名港遊覧船所属。名古屋ガーデン埠頭 - 金城埠頭に就航。
- 金鯱（2代）
  - 1995年6月竣工、2000年4月引退。先代とは形が異なり、雄の金鯱をモデルにしている。引退後は韓国に売却された。
  - 196総トン、全長22 m、幅9 m、最高速力15ノット、旅客定員300名
- 平成1[8]
  - 1989年6月竣工、三菱重工業下関造船所建造
  - 245総トン、全長30.00 m、幅10.00 m、深さ3.03 m、ディーゼル2基、機関出力3,000 PS、航海速力22.01ノット、旅客定員340名
  - もと名鉄名港遊覧船所属。
- アルカンシェル
  - 1993年4月28日就航[26]
  - 強力造船所建造、旅客定員80名
  - 航路廃止後、横須賀港を拠点とするトライアングルに売却され、「シーフレンドIII」となる。